# Wahlen in Bosnien und Herzegowina 2022
- SDP: 5
- DF: 3
- NS: 2
- NiP: 3
- NES: 2
- PDP: 2
- SDS: 2
- DEMOS: 1
- ZPiR: 1
- BHI: 1
- US: 1
- SDA: 9
- HDZ BiH: 4
- SNSD: 6

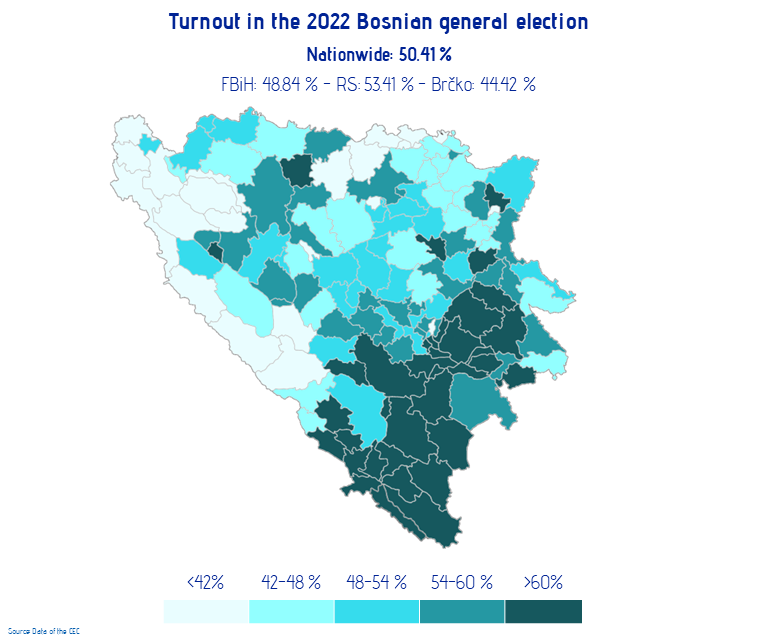
Wahlbeteiligung nach Gemeinde

Am 2. Oktober 2022 fanden Wahlen in Bosnien und Herzegowina statt.
Auf gesamtstaatlicher Ebene wurden das aus drei Mitgliedern bestehende Staatspräsidium und das Abgeordnetenhaus (Predstavnički dom bzw. Zastupnički dom) gewählt. In der Republika Srpska (RS) standen das Präsidentschaftsamt sowie das Entitätsparlament zur Wahl, in der Föderation Bosnien und Herzegowina (FBiH) das Entitätsparlament sowie die Versammlungen der Kantone. Die Wahlbeteiligung lag bei 50,41 Prozent.
Die sozialdemokratische SDP gewann mit ihrem Kandidaten Denis Bećirović den bosniakischen Sitz im Staatspräsidium, den die nationalistische SDA zwölf Jahre lang innehatte. Bei der Wahl zum kroatischen Mitglied im Staatspräsidium setzte sich der als moderat geltende Amtsinhaber Željko Komšić (DF) gegenüber der nationalistischen Kandidatin Borjana Krišto (HDZ BiH) durch. Die für eine Abspaltung der RS eintretende nationalistische Kandidatin Željka Cvijanović (SNSD) wurde mit deutlichem Abstand zur neuen serbischen Vertreterin im Präsidium gewählt.
Bei der Wahl zur Präsidentschaft der RS konnte sich ersten Stimmauszählungen zufolge Milorad Dodik (SNSD) gegen Jelena Trivić von der liberal-konservativen PDP durchsetzen. Trivić erkannte Dodiks Sieg nicht an und sprach von Wahlfälschung, woraufhin die Opposition in der RS für eine Wiederholung der Präsidentschaftswahl in der RS demonstrierte. Am 10. Oktober 2022 gab die Zentrale Wahlkommission bekannt, dass die RS-Präsidentschaftswahl vollständig neu ausgezählt wird. Die Neuauszählung aller Stimmen bestätigte Dodiks Wahlsieg.
Noch während der Stimmenauszählung am Wahlabend verkündete der Hohe Repräsentant Christian Schmidt Änderungen des Wahlrechts. Während die Botschaften der USA und des Vereinigten Königreichs ihre Unterstützung für Schmidts Reformen bekanntgaben, wurden vor allem von der bosnischen Zivilgesellschaft, aber auch politischen Vertretern sowohl Zeitpunkt als auch Inhalt der Reformen kritisiert. Im Zuge der Wahlrechtsänderungen wird die Zusammensetzung des indirekt gewählten Oberhauses der FBiH verändert und engere Fristen zur Regierungsbildung sowie Verfassungsänderungen gesetzt.

## Ausgangslage
- SDA: 8
- SDP: 4
- SNSD: 6
- DF: 4
- NS: 4
- NES: 1
- NiP: 1
- SBB: 2
- HDZ BiH: 5
- SDS: 4
- DNS: 1
- US: 2

Bei den Wahlen 2018 wurde die bosniakisch-nationalistische Stranka demokratske akcije (SDA) knapp vor dem serbisch-nationalistischen Savez nezavisnih socijaldemokrata (SNSD) stärkste Partei. Insgesamt zogen 14 verschiedene Gruppierungen ins Abgeordnetenhaus ein.
2018 setzte sich Šefik Džaferović (SDA) bei der Wahl für den bosniakischen Vertreter im Präsidium knapp gegen Denis Bećirović (SDP) durch. Milorad Dodik (SNSD), der zuvor als Präsident der RS amtierte, schlug den serbischen Amtsinhaber Mladen Ivanić (PDP). Bei der Wahl zum kroatischen Präsidiumsmitglied war Željko Komšić (DF) erfolgreich, was für Proteste von kroatischer Seite sorgte, da Komšić seine Wählerbasis hauptsächlich in Gemeinden mit bosniakischer Bevölkerungsmehrheit hatte, während mehrheitlich mit Kroaten bevölkerte Gemeinden für das amtierende Präsidiumsmitglied Dragan Čović von der kroatisch-nationalistischen HDZ BiH stimmten. Die Regierungsbildung dauerte bis Dezember 2019 an. Im Kabinett von Zoran Tegeltija (SNSD) sind Mitglieder von SDA, SNSD, HDZ BiH, DF und DNS vertreten.
Die Amtsperiode war von zunehmenden ethnischen Spannungen und einer kontinuierlichen politischen Blockade geprägt. So beschloss das Parlament der Republika Srpska im Dezember 2021, sich aus zentralstaatlichen Institutionen zurückzuziehen. Von kroatischer Seite wiederum wurden Forderungen nach Änderungen des Wahlgesetzes laut. Das von der HDZ BiH kontrollierte Finanzministerium blockierte zeitweise eine Finanzierung der Wahlen. Christian Schmidt, der im August 2021 sein Amt als Hoher Repräsentant antrat und weder von Milorad Dodik noch von Dragan Čović anerkannt wird, geriet wegen seines Entwurfs für eine Wahlreform, von der vor allem die HDZ BiH profitiert hätte, in Kritik.
Bei den bosnischen Kommunalwahlen im Oktober 2020 mussten vor allem die nationalistischen Parteien SDA und SNSD empfindliche Niederlagen hinnehmen. Die SDA verlor unter anderem Sarajevo-Centar und Ilidža an ein sozialliberales Wahlbündnis, dem die sozialdemokratische SDP und die liberale NS angehören. Der SNSD verlor die Hauptstadt der RS, Banja Luka, an die liberalkonservative PDP und konnte sich auch in Bijeljina, der zweitgrößten Stadt der RS, nicht gegen die gemäßigt nationalistische SDS durchsetzen.

## Wahlmodus
Insgesamt waren knapp 3,37 Millionen Bosnier wahlberechtigt, davon waren gut 70.000 im Ausland registriert. Die Wahllokale waren von 7:00 bis 19:00 Uhr Ortszeit geöffnet. Ein Wahllokal in Sarajevo war bis 21:00 Uhr geöffnet, da der Abstimmungsprozess wegen des Tods einer Wählerin im Wahllokal für zwei Stunden unterbrochen werden musste.
In einem Wahllokal in der Ortschaft Hozići (Novi Grad, RS) wurden am Wahltag 50 im Vorfeld ausgefüllte Stimmzettel in den Wahlurnen gefunden, woraufhin fünf Mitglieder der lokalen Wahlkommission verhaftet wurden. Die Wiederholungswahl für diesen Stimmbezirk fand am 9. Oktober statt.

### Nationale Wahlen

#### Staatspräsidium
Das dreiköpfige Staatspräsidium besteht aus je einem Vertreter der konstitutiven Völker von Bosnien und Herzegowina (Bosniaken, Kroaten und Serben). Das bosniakische und das kroatische Präsidiumsmitglied werden jeweils in der FBiH gewählt, das serbische Mitglied in der RS. In der FBiH lebende Serben können damit bei der Präsidentschaftswahl nur für das kroatische oder das bosniakische Präsidiumsmitglied abstimmen, Bosniaken und Kroaten in der RS nur für den serbischen Vertreter im Präsidium. Wählern in der FBiH steht es frei, ob sie ihre Stimme für den bosniakischen oder den kroatischen Repräsentanten im Staatspräsidium abgegeben. Ein Präsidiumsmitglied darf maximal zwei Amtszeiten in Folge amtieren, eine erneute Wahl ist erst nach einer Unterbrechung von einer Wahlperiode wieder möglich.

#### Abgeordnetenhaus

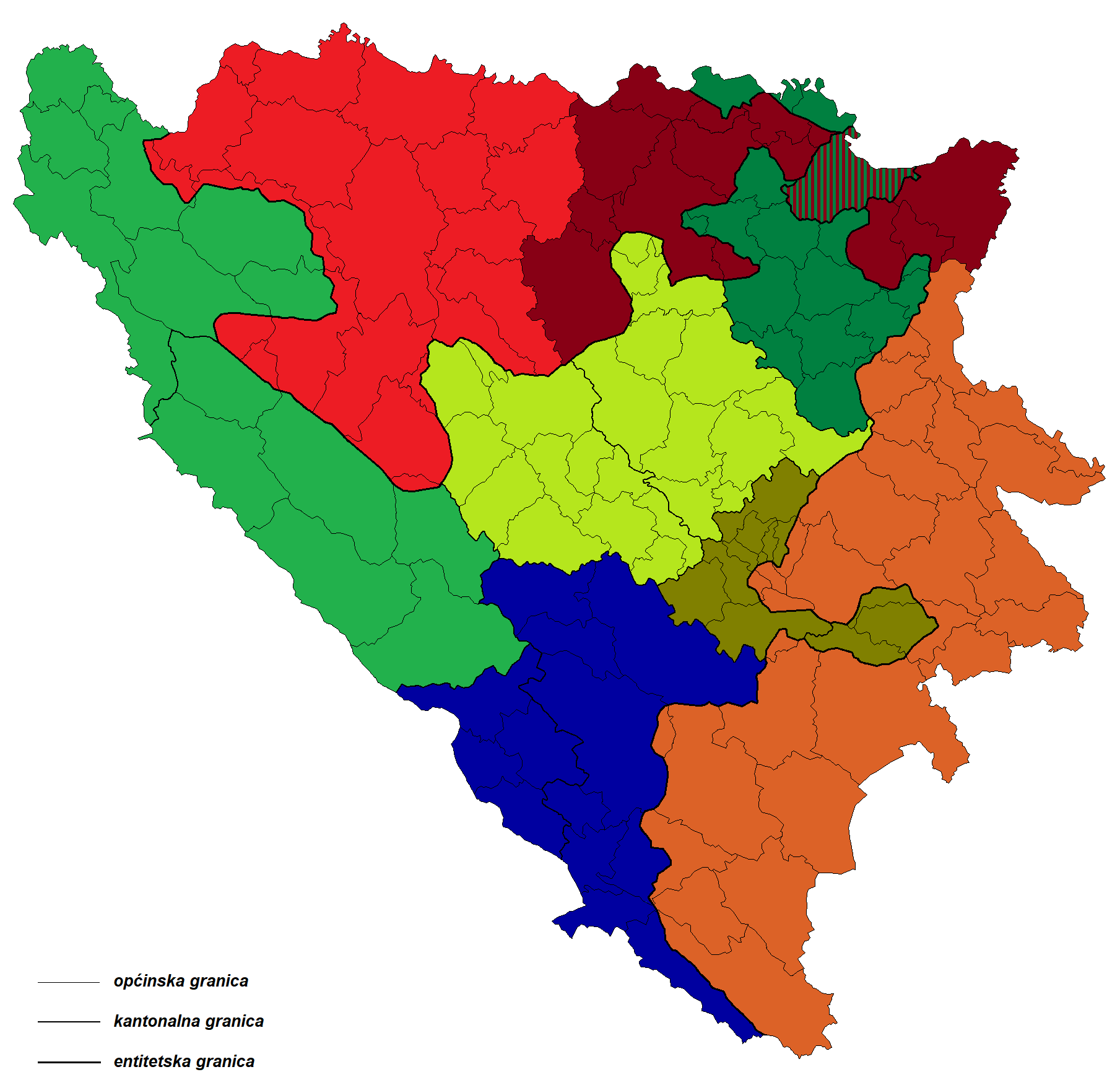
Wahlkreise für die Wahl zum Abgeordnetenhaus

Das Abgeordnetenhaus, die Zweite Kammer des Bosnischen Parlaments, hat 42 Mitglieder, die auf Ebene der Entitäten (FBiH und RS) nach dem Verhältniswahlrecht gewählt werden. Wählern im Sonderverwaltungsgebiet Brčko steht es offen, ob sie ihre Stimme für das Wahlgebiet der RS oder der FBiH abgeben. Die FBiH entsendet 28 Abgeordnete ins Parlament, die RS 14. Von den 28 Abgeordneten der FBiH werden wiederum 21 in fünf Mehrpersonenwahlkreisen (Abgeordnetenzahl 3–6) gewählt, zur Gewährleistung der Proportionalität werden auf Entitätsebene sieben Ausgleichsmandate nach dem Sainte-Laguë-Verfahren vergeben. Von den 14 Abgeordneten der RS werden neun in den Wahlkreisen (je drei Abgeordnete) und fünf über entitätsweite Ausgleichsmandate gewählt. Auf Entitätsebene gilt eine Sperrklausel von drei Prozent.
| Entität | Wahlkreis-Nr. | Grenzen                                                  | Abgeordnete |
| ------- | ------------- | -------------------------------------------------------- | ----------- |
| FBiH    | 1A            | Kanton Una-Sana Kanton 10                                | 3           |
| FBiH    | 2A            | Kanton Herzegowina-Neretva Kanton West-Herzegowina       | 3           |
| FBiH    | 3A            | Kanton Sarajevo Kanton Bosnisches Podrinje               | 4           |
| FBiH    | 4A            | Kanton Zenica-Doboj Kanton Zentralbosnien                | 6           |
| FBiH    | 5A            | Kanton Posavina Kanton Tuzla Brčko-Distrikt              | 5           |
| RS      | 1B            | Region Banja Luka                                        | 3           |
| RS      | 2B            | Region Doboj Brčko-Distrikt Region Bijeljina             | 3           |
| RS      | 3B            | Region Vlasenica Region Istočno Sarajevo Region Trebinje | 3           |

### Wahlen in der Republika Srpska

#### Präsidentschaft
Es gibt eine Kandidatenliste, wobei als Präsident derjenige Kandidat gewählt ist, der die meisten Stimmen auf sich vereinigen kann (im Regelfall ein Serbe); eine Stichwahl gibt es nicht. Die erstplatzierten Kandidaten der anderen beiden Volksgruppen (im Regelfall ein Bosniake und ein Kroate) sind als Vizepräsidenten gewählt. Die Amtszeit des Präsidenten der RS beträgt vier Jahre mit Option für eine einmalige Wiederwahl. Eine erneute Kandidatur ist nach einer Pause von mindestens einer Amtsperiode wieder möglich.

#### Nationalversammlung

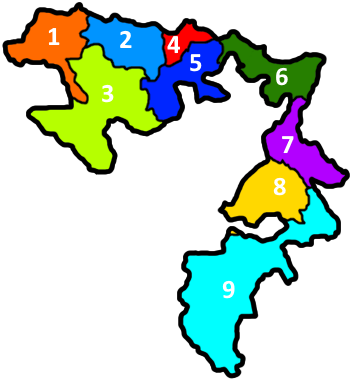
Wahlkreise für die Nationalversammlung der RS

Die Zweite Kammer der Republika Srpska, die Nationalversammlung (Narodna skupština Republike Srpske), setzt sich aus 83 Mitgliedern zusammen, die nach dem Verhältniswahlrecht gewählt werden. Die Wahl erfolgt in neun Mehrpersonenwahlkreisen mit entitätsweiten Ausgleichsmandaten. Des Weiteren sollen von jedem der konstitutiven Völker mindestens vier Abgeordnete in der Nationalversammlung repräsentiert sein. Es gilt eine Drei-Prozent-Hürde.

### Wahlen in der Föderation Bosnien und Herzegowina

#### Präsidentschaft
Die Wahl des Präsidenten der FBiH und der beiden Vizepräsidenten erfolgt anders als in der RS nicht durch Direktwahl: Zunächst nominiert die Erste Kammer des Parlaments der FBiH, das Haus der Völker, Kandidaten für die Präsidentschaft und die Vizepräsidentschaften, woraufhin die Zweite Kammer, das Abgeordnetenhaus, diese Nominierung durch Wahl bestätigen muss. Im Anschluss ist die Bestätigung durch die Mehrheit der Delegierten aller drei konstitutiven Volksgruppen im Haus der Völker vonnöten.

#### Abgeordnetenhaus

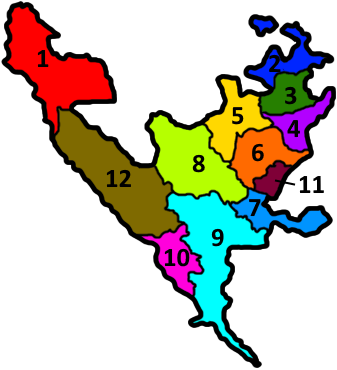
Wahlkreise für die Wahl zum Abgeordnetenhaus der FBiH

Das Abgeordnetenhaus der Föderation Bosnien und Herzegowina hat insgesamt 98 Mitglieder, die nach dem Verhältniswahlrecht gewählt werden. Die Wahl erfolgt in 12 Mehrpersonenwahlkreisen mit entitätsweiten Ausgleichsmandaten. Auch im Abgeordnetenhaus der FBiH soll jedes konstitutive Volk mit mindestens vier Abgeordneten vertreten sein. Die Sperrklausel beträgt drei Prozent.

#### Kantonalversammlungen
Gewählt werden die Versammlungen der insgesamt 10 Kantone der FBiH. Die Wahl erfolgt nach einem reinen Verhältniswahlrecht mit einer Sperrklausel von drei Prozent. Die einzelnen Kantonalversammlungen entsenden Delegierte in das Haus der Völker.
| Kanton                     | Abgeordnete Kantonalversammlung | Delegierte im Haus der Völker (alte Verteilung) | Delegierte im Haus der Völker (alte Verteilung) | Delegierte im Haus der Völker (alte Verteilung) | Delegierte im Haus der Völker (alte Verteilung) | Delegierte im Haus der Völker (alte Verteilung) | Delegierte im Haus der Völker (neue Verteilung) | Delegierte im Haus der Völker (neue Verteilung) | Delegierte im Haus der Völker (neue Verteilung) | Delegierte im Haus der Völker (neue Verteilung) | Delegierte im Haus der Völker (neue Verteilung) |
| Kanton                     | Abgeordnete Kantonalversammlung | Bosniaken                                       | Kroaten                                         | Serben                                          | Minderheiten                                    | Gesamt                                          | Bosniaken                                       | Kroaten                                         | Serben                                          | Minderheiten                                    | Gesamt                                          |
| -------------------------- | ------------------------------- | ----------------------------------------------- | ----------------------------------------------- | ----------------------------------------------- | ----------------------------------------------- | ----------------------------------------------- | ----------------------------------------------- | ----------------------------------------------- | ----------------------------------------------- | ----------------------------------------------- | ----------------------------------------------- |
| Kanton Una-Sana            | 30                              | 2                                               | 1                                               | 2                                               | 1                                               | 6                                               | 3                                               | 1                                               | 3                                               | 1                                               | 8                                               |
| Kanton Posavina            | 21                              | 1                                               | 1                                               | 1                                               | –                                               | 3                                               | 1                                               | 1                                               | 1                                               | 1                                               | 4                                               |
| Kanton Tuzla               | 35                              | 3                                               | 1                                               | 2                                               | 2                                               | 8                                               | 5                                               | 1                                               | 3                                               | 1                                               | 10                                              |
| Kanton Zenica-Doboj        | 35                              | 3                                               | 1                                               | 1                                               | 1                                               | 6                                               | 4                                               | 2                                               | 2                                               | 1                                               | 9                                               |
| Kanton Bosnisches Podrinje | 25                              | 1                                               | 1                                               | 1                                               | –                                               | 3                                               | 1                                               | 1                                               | 1                                               | 1                                               | 4                                               |
| Kanton Zentralbosnien      | 30                              | 1                                               | 3                                               | 1                                               | 1                                               | 6                                               | 2                                               | 4                                               | 1                                               | 1                                               | 8                                               |
| Kanton Herzegowina-Neretva | 30                              | 1                                               | 3                                               | 2                                               | –                                               | 6                                               | 1                                               | 5                                               | 2                                               | 1                                               | 8                                               |
| Kanton West-Herzegowina    | 23                              | 1                                               | 3                                               | 1                                               | –                                               | 5                                               | 1                                               | 4                                               | 1                                               | 1                                               | 7                                               |
| Kanton Sarajevo            | 35                              | 3                                               | 1                                               | 3                                               | 2                                               | 9                                               | 4                                               | 1                                               | 5                                               | 2                                               | 11                                              |
| Kanton 10                  | 25                              | 1                                               | 2                                               | 3                                               | –                                               | 6                                               | 1                                               | 3                                               | 4                                               | 1                                               | 8                                               |

Eine Reform der Verteilung der Delegierten für das Haus der Völker der FBiH war Bestandteil des umstrittenen und letztendlich verworfenen Wahlrechtsentwurfs von Christian Schmidt. Geplant war, dass Delegierte einer konstitutiven Volksgruppe erst bei einem Bevölkerungsanteil von drei Prozent in das Haus der Völker entsandt werden dürfen – So zählte der Kanton Bosnisches Podrinje gemäß der Volkszählung 2013 nur 24 Kroaten (0,1 Prozent), nichtsdestotrotz entstammt ein kroatischer Delegierter aus diesem Kanton. Da die Anzahl der Delegierten je konstitutiver Volksgruppe allerdings gleich geblieben und es zu Verschiebungen der Delegiertenzahlen je Kanton gekommen wäre, hätte die in mehrheitlich kroatisch bevölkerten Kantonen starke HDZ BiH vornehmlich von diesem Vorschlag profitiert.
Im Zuge der von Christian Schmidt am Wahlabend verkündeten Wahlrechtsänderungen steigt die Zahl der Delegierten je konstitutiver Nation auf jeweils 23 an, die Zahl der Minderheitenvertreter von 7 auf 11. Somit entsendet jeder Kanton einen Minderheitenvertreter in das Haus der Völker. Die Gesamtzahl der Delegierten im Oberhaus beträgt nun 80 (vorher 58).

## Präsidentschaftswahlen

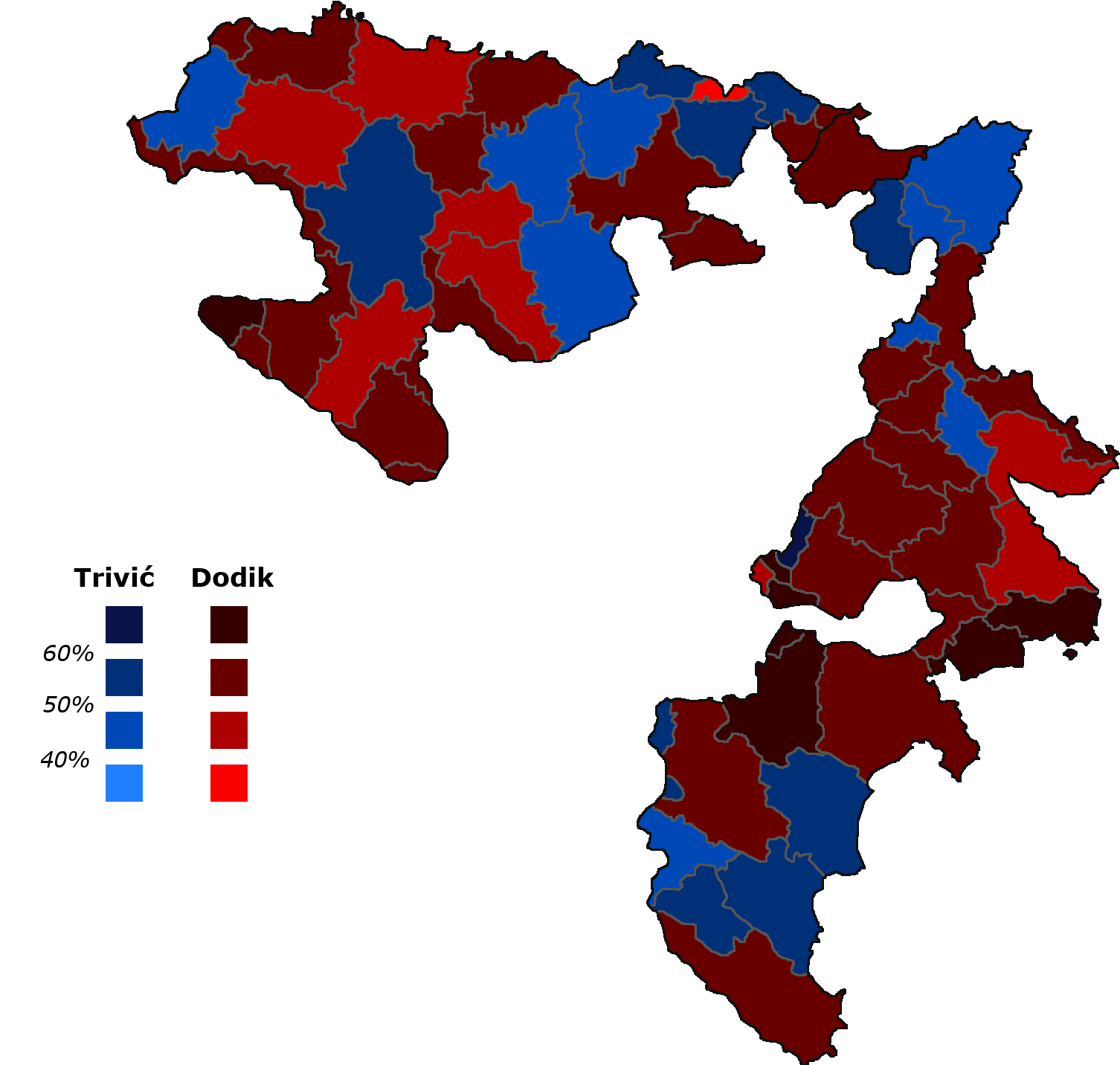
Ergebnis der Präsidentschaftswahlen nach Gemeinde.

### Kandidaten
Die beiden amtierenden Präsidiumsmitglieder Milorad Dodik (SNSD) und Šefik Džaferović (SDA) verzichteten auf eine erneute Kandidatur, ebenso wie der Parteivorsitzende der HDZ BiH, Dragan Čović. Bei der Wahlkommission wurden die folgenden Kandidaten registriert:

#### Bosniakisches Präsidiumsmitglied

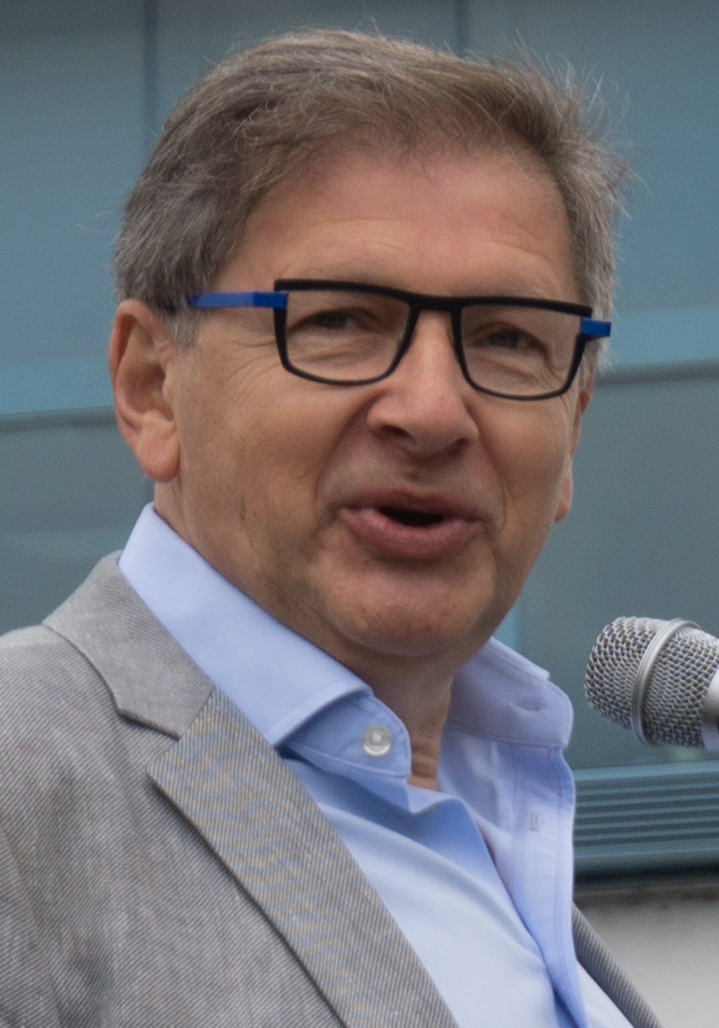
Mirsad Hadžikadić, PP (zentristisch, unitaristisch)
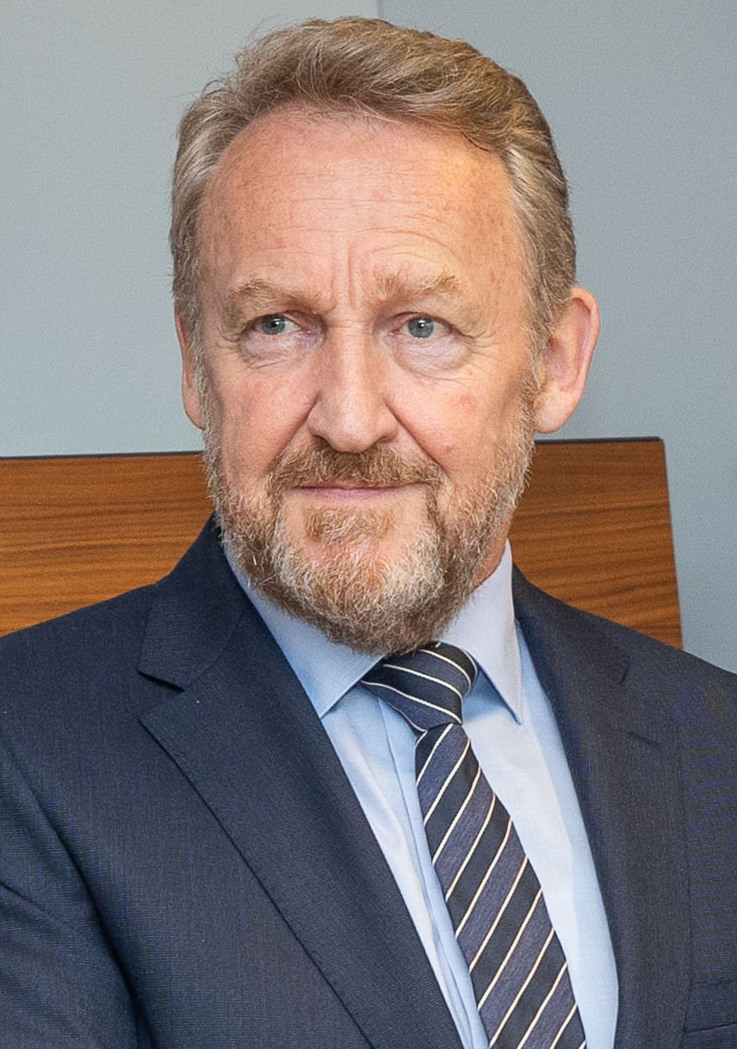
Bakir Izetbegović, SDA (islamisch-konservativ, bosniakisch-nationalistisch)
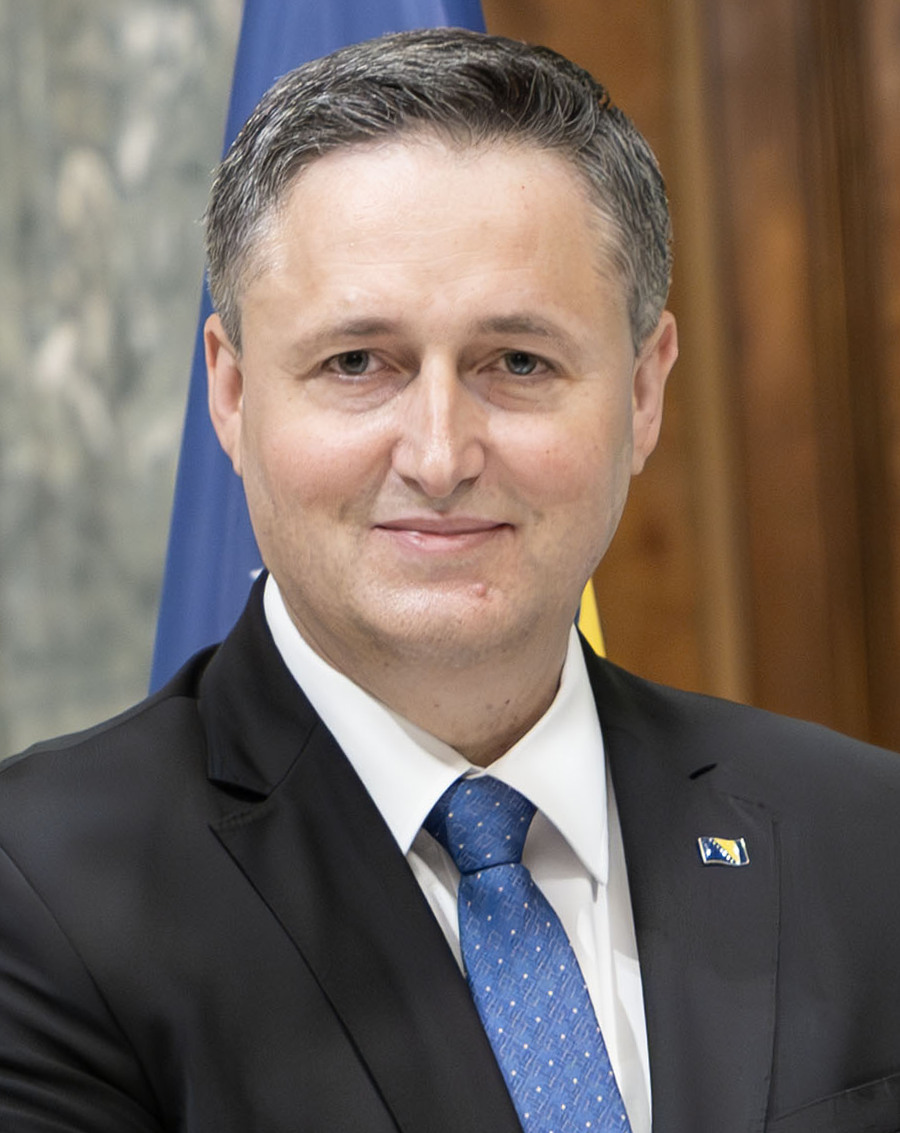
Denis Bećirović, SDP (sozialdemokratisch, unitaristisch)

Der SDA-Vorsitzende Bakir Izetbegović war bereits von 2010 bis 2018 bosniakisches Mitglied im Staatspräsidium, durfte 2018 allerdings wegen einer Amtszeitenbeschränkung nicht erneut kandidieren. Denis Bećirović trat bereits 2018 bei der Präsidentschaftswahl für die SDP an und erreichte 33,5 Prozent der Stimmen. Seine Kandidatur wird dieses Mal von 10 weiteren Parteien, darunter NS, NiP, NES und SBB, unterstützt. Auch Mirsad Hadžikadić war bereits 2018 Kandidat (10,1 Prozent).

#### Kroatisches Präsidiumsmitglied

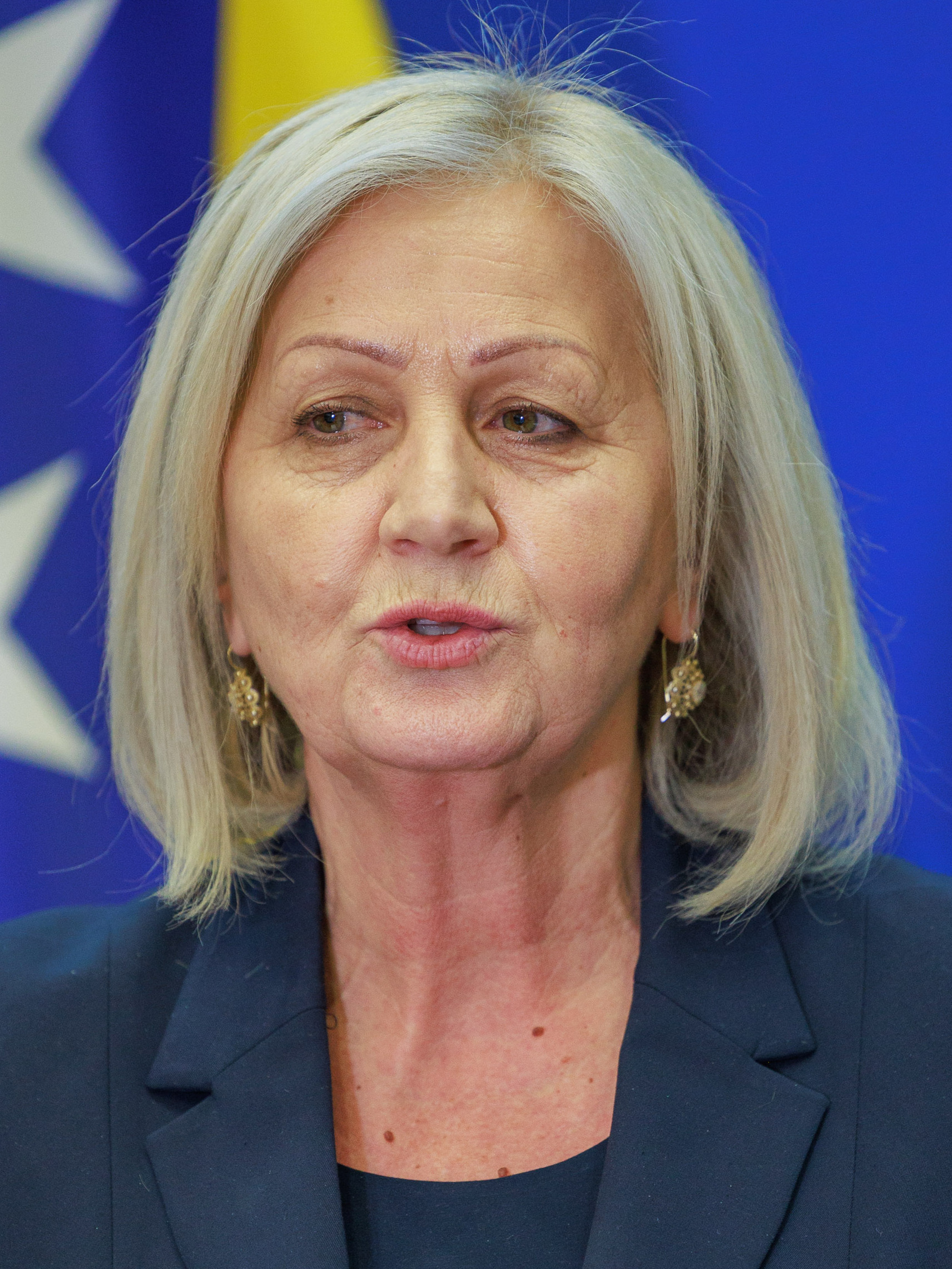
Borjana Krišto, HDZ BiH (konservativ, kroatisch-nationalistisch)
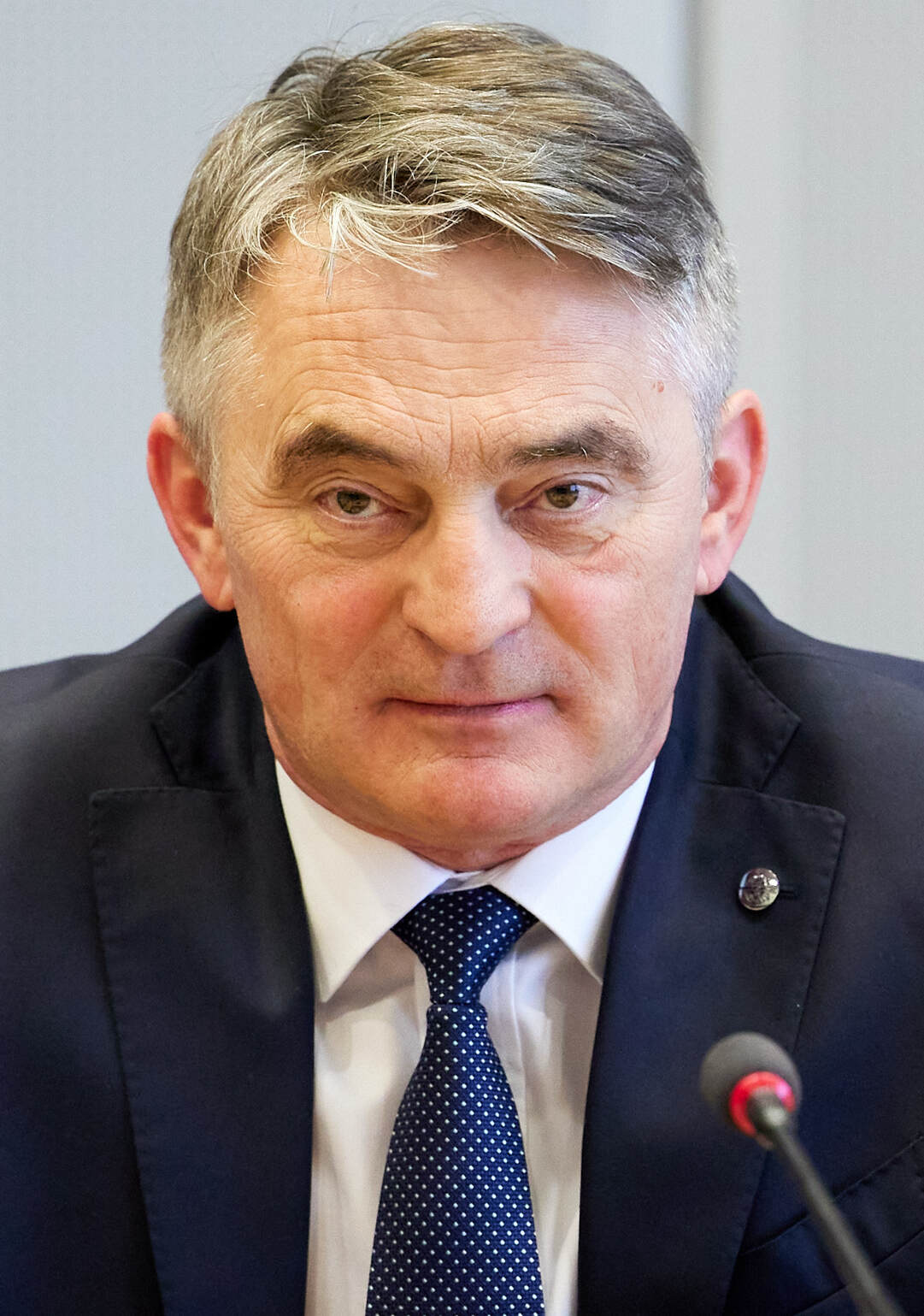
Željko Komšić, DF (sozialliberal, unitaristisch)

Željko Komšić war von 2006 bis 2014 kroatischer Vertreter im Staatspräsidium und ist es seit 2018 erneut. Bei der Wahl 2018 erreichte er 52,6 Prozent der Stimmen. Borjana Krišto war von 2007 bis 2011 Präsidentin der FBiH und kandidierte bereits 2010 für die Präsidentschaft, unterlag damals aber Komšić deutlich.

#### Serbisches Präsidiumsmitglied

Borislav Bijelić, SŽ
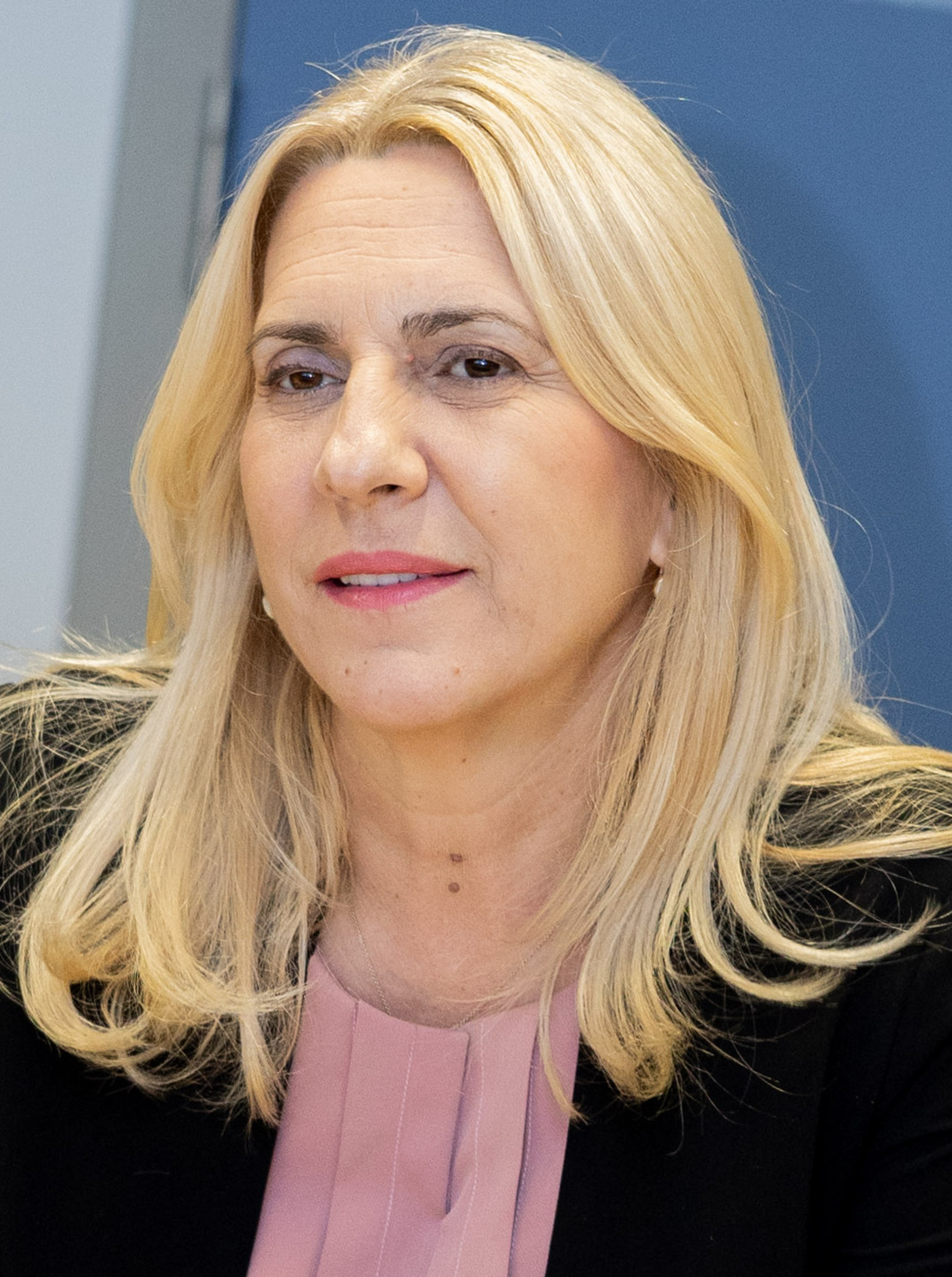
Željka Cvijanović, SNSD (populistisch, serbisch-separatistisch)
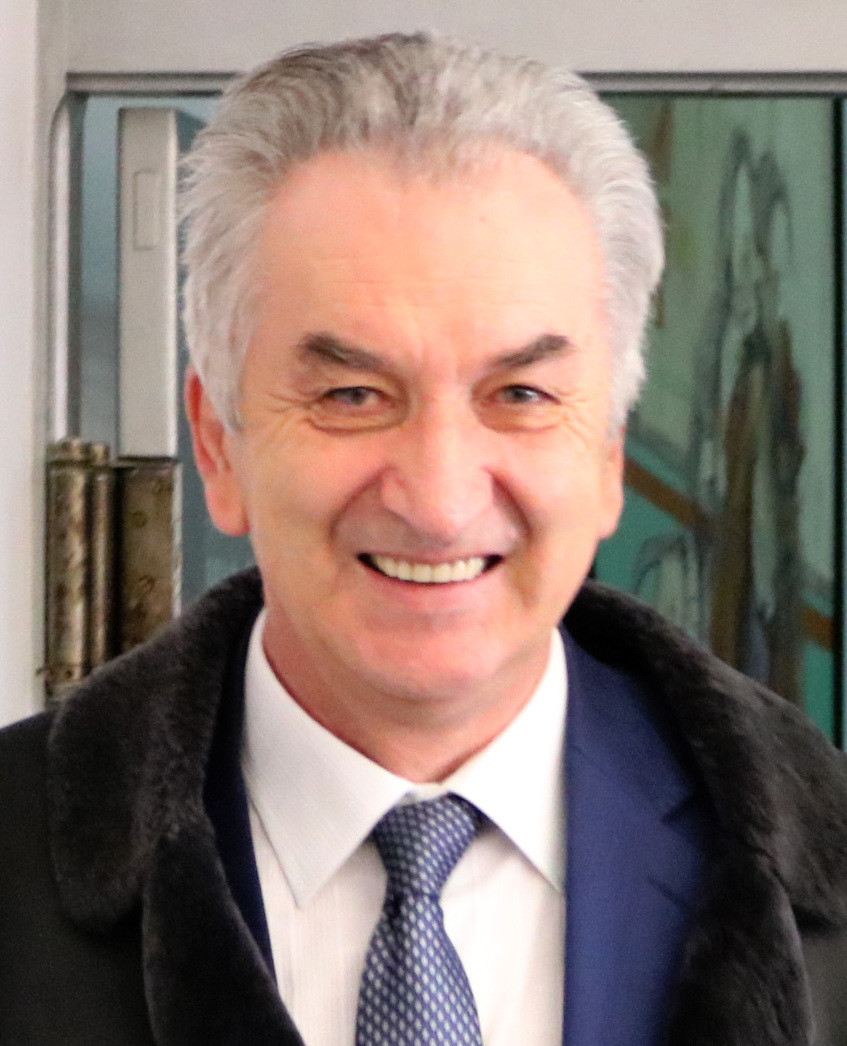
Mirko Šarović, SDS (konservativ, gemäßigt serbisch-nationalistisch)
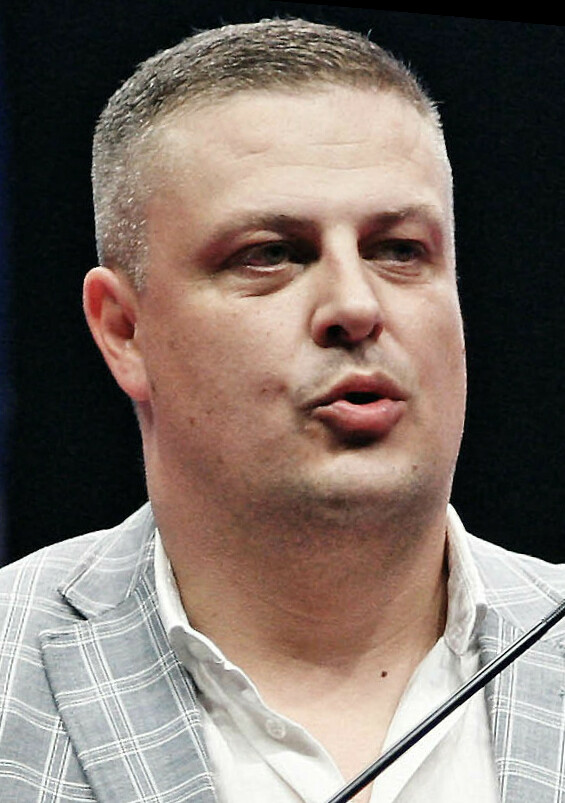
Vojin Mijatović, SDP (sozialdemokratisch, unitaristisch)
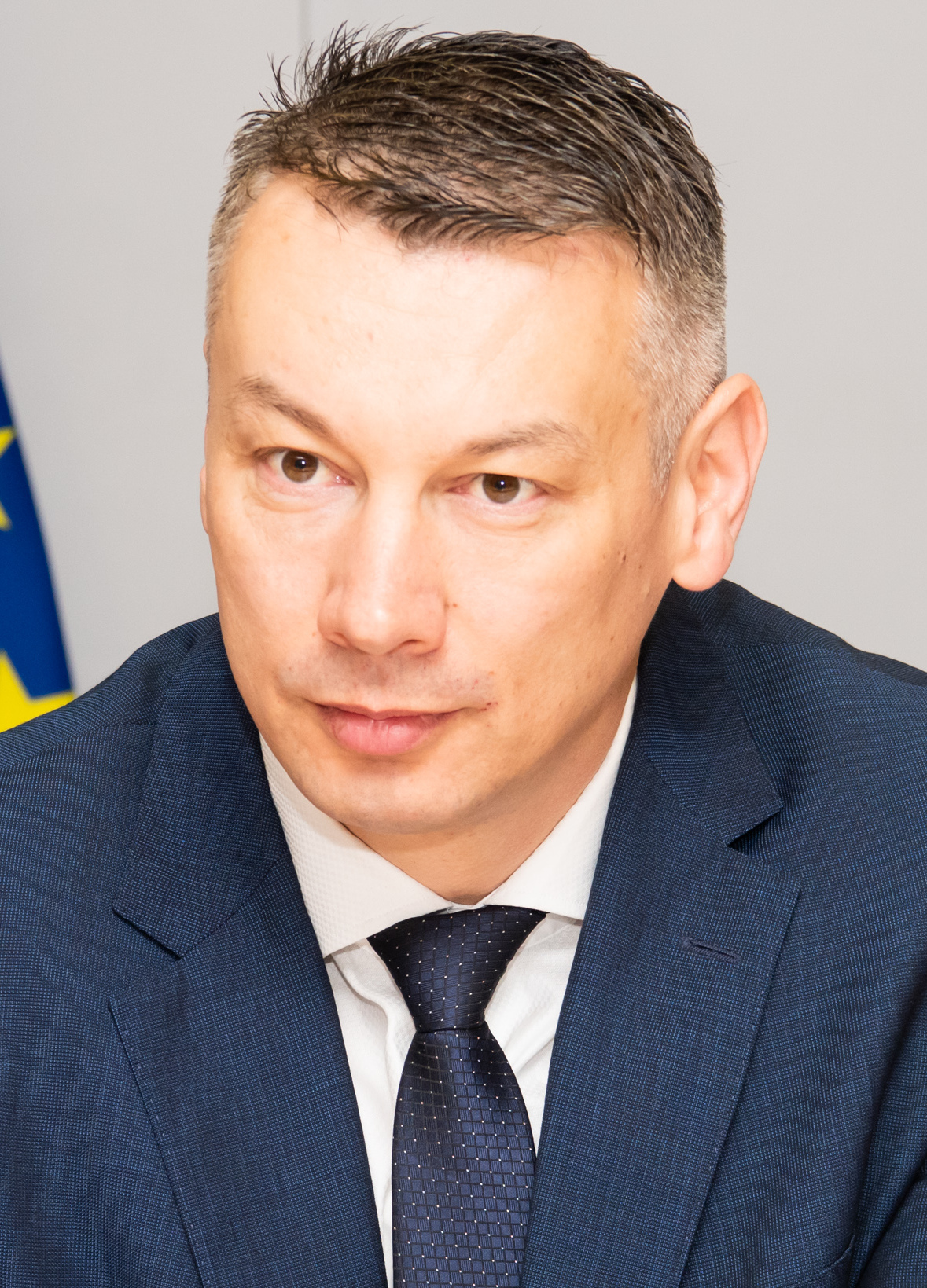
Nenad Nešić, DNS (nationalkonservativ, serbisch-nationalistisch)

Željka Cvijanović ist seit 2018 Präsidentin der RS und amtierte zuvor von 2013 bis 2018 als Premierministerin der serbischen Teilrepublik. Der SNSD nominierte sie bereits 2014 als Präsidentschaftskandidatin, sie verlor jedoch knapp gegen Mladen Ivanić (PDP). Mirko Šarović war von 2000 bis 2002 Präsident der RS und anschließend bis zu seinem Rücktritt 2003 serbisches Staatspräsidiumsmitglied. Seine Kandidatur wird zusätzlich von der PDP unterstützt.

### Ergebnis

Stärkste Partei nach Gemeinde.

| Kandidat                         | Kandidat               | Partei                                                       | Stimmen   | %     |
| -------------------------------- | ---------------------- | ------------------------------------------------------------ | --------- | ----- |
| Bosniakisches Präsidiumsmitglied |                        |                                                              |           |       |
|                                  | Denis Bećirović        | Socijaldemokratska partija Bosne i Hercegovine (SDP)         | 330.238   | 57,37 |
|                                  | Bakir Izetbegović      | Stranka demokratske akcije (SDA)                             | 214.412   | 37,25 |
|                                  | Mirsad Hadžikadić      | Platforma za progres (PzP)                                   | 30.968    | 5,38  |
| Kroatisches Präsidiumsmitglied   |                        |                                                              |           |       |
|                                  | Željko Komšić          | Demokratska fronta BH (DF)                                   | 227.540   | 55,80 |
|                                  | Borjana Krišto         | Hrvatska demokratska zajednica Bosne i Hercegovine (HDZ BiH) | 180.255   | 44,20 |
| Serbisches Präsidiumsmitglied    |                        |                                                              |           |       |
|                                  | Željka Cvijanović      | Savez nezavisnih socijaldemokrata (SNSD)                     | 327.720   | 51,65 |
|                                  | Mirko Šarović          | Srpska Demokratska Stranka (SDS)                             | 224.912   | 35,45 |
|                                  | Vojin Mijatović        | Socijaldemokratska partija Bosne i Hercegovine (SDP)         | 38.655    | 6,09  |
|                                  | Nenad Nešić            | Demokratski narodni savez (DNS)                              | 34.955    | 5,51  |
|                                  | Borislav Bijelić       | Stranka Život (SŽ)                                           | 8.278     | 1,30  |
| Gültige Stimmen                  | Gültige Stimmen        | Gültige Stimmen                                              | 1.617.933 | 93,35 |
| Ungültige Stimmen                | Ungültige Stimmen      | Ungültige Stimmen                                            | 115.633   | 6,65  |
| Wähler/Wahlbeteiligung           | Wähler/Wahlbeteiligung | Wähler/Wahlbeteiligung                                       | 1.733.206 | 51,45 |
| Wahlberechtigte                  | Wahlberechtigte        | Wahlberechtigte                                              | 3.368.666 | –     |

## Parlamentswahlen

### Parteien
Die folgenden Parteien waren von 2018 bis 2022 im Parlament vertreten und kandidierten erneut zur Parlamentswahl. 
| Logo | Logo | Partei | Ausrichtung                                                                          | Parteivorsitzender  | Wahlergebnis (2018) | Sitze (2018) | Sitze vor der Wahl (2022) |
| ---- | ---- | --- | ------------------------------------------------------------------------------------ | ------------------- | ------------------- | ------------ | ------------------------- |
|      |      | Stranka demokratske akcije (SDA) Partei der demokratischen Aktion                                                                                             | Islamischer Konservatismus Bosniakischer Nationalismus Pro-Europäismus               | Bakir Izetbegović   | 17,0 %              | 9/42         | 8/42                      |
|      |      | Savez nezavisnih socijaldemokrata (SNSD) Савез независних социјалдемократа (СНСД) Allianz der Unabhängigen Sozialdemokraten                                   | Sozialdemokratie (ökonomisch) Nationalismus Serbischer Separatismus Euroskeptizismus | Milorad Dodik       | 16,0 %              | 6/42         | 6/42                      |
|      |      | Socijaldemokratska partija Bosne i Hercegovine (SDP) Социјалдемократска партија Босне и Херцеговине (СДП) Sozialdemokratische Partei Bosnien und Herzegowinas | Sozialdemokratie Anti-Nationalismus Pro-Europäismus                                  | Nermin Nikšić       | 9,1 %               | 5/42         | 4/42                      |
|      |      | Hrvatska demokratska zajednica Bosne i Hercegovine (HDZ BiH) Kroatische demokratische Gemeinschaft Bosnien und Herzegowinas                                   | Konservatismus Kroatischer Nationalismus                                             | Dragan Čović        | 9,0 %               | 5/42         | 5/42                      |
|      |      | Srpska Demokratska Stranka (SDS) Српска демократска Странка (СДС) Serbische Demokratische Partei                                                              | Konservatismus Serbischer Nationalismus Pro-Europäismus                              | Mirko Šarović       | 9,8 %               | 3/42         | 2/42                      |
|      |      | Demokratska fronta BH (DF) Демократски фронт (ДФ) Demokratische Front BH                                                                                      | Sozialliberalismus Liberaler Nationalismus Pro-Europäismus                           | Željko Komšić       | 5,8 %               | 3/42         | 3/42                      |
|      |      | Partija demokratskog progresa (PDP) Партија демократског прогреса (ПДП) Partei des demokratischen Fortschritts                                                | Liberaler Konservatismus Moderater serbischer Nationalismus Pro-Europäismus          | Branislav Borenović | 5,1 %               | 2/42         | 2/42                      |
|      |      | Savez za bolju budućnost Bosne i Hercegovine (SBB) Union für eine bessere Zukunft Bosnien und Herzegowinas                                                    | Konservatismus Säkularismus Pro-Europäismus                                          | Fahrudin Radončić   | 4,2 %               | 2/42         | 1/42                      |
|      |      | Naša stranka (NS) Наша странка (НС) Unsere Partei | Sozialliberalismus Anti-Nationalismus Pro-Europäismus                                | Edin Forto          | 2,9 %               | 2/42         | 3/42                      |
|      |      | Demokratski narodni savez (DNS) Демократски народни савез (ДНС) Demokratische Volksallianz                                                                    | Nationalkonservatismus Serbischer Nationalismus                                      | Nenad Nešić         | 4,2 %               | 1/42         | 1/42                      |
|      |      | Nezavisni blok (NB) Unabhängiger Block | Konservatismus Bosniakischer Nationalismus                                           | Senad Šepić         | 2,5 %               | 1/42         | 1/42                      |
|      |      | Pokret demokratske akcije (PDA) Bewegung der demokratischen Aktion                                                                                            | Konservatismus Bosniakischer Nationalismus                                           | Elzina Pirić        | 2,3 %               | 1/42         | 1/42                      |
|      |      | Socijalistička Partija (SP) Социјалистичка Партија (СП) Sozialistische Partei                                                                                 | Demokratischer Sozialismus Euroskeptizismus                                          | Petar Đokić         | 1,9 %               | 1/42         | 1/42                      |
|      |      | Narodni evropski savez Bosne i Hercegovine (NES) Europäische Volksunion Bosnien und Herzegowinas                                                              | Konservatismus Bosniakischer Nationalismus Pro-Europäismus                           | Nermin Ogrešević    | 1,8 %               | 1/42         | 1/42                      |
|      |      | Narod i Pravda (NiP) Volk und Gerechtigkeit | Liberaler Konservatismus Säkularismus Pro-Europäismus                                | Elmedin Konaković   | 1,4 %               | 0/42         | 1/42                      |
|      |      | Ujedinjena Srpska (US) Уједињена Српска (УС) Vereinte Srpska                                                                                                  | Nationalkonservatismus Serbischer Ultranationalismus Euroskeptizismus                | Nenad Stevandić     | n. a.               | 0/42         | 1/42                      |
|      |      | Socijaldemokrate Bosne i Hercegovine (SD BiH) Sozialdemokraten Bosnien und Herzegowinas                                                                       | Sozialdemokratie                                                                     | Enver Bijedić       | n. a.               | 0/42         | 1/42                      |

### Ergebnis
| Parlamentswahlen (FBiH)Endergebnis %3020100 25,2 (−0,3)14,2 (−0,5)13,4 (−0,8)10,5 (+0,8)2,4 (−4,4)5,1 (+0,2)1,5 (−2,4)4,9 (+1,9)8,2 (+5,8)14,6 (−0,3) SDAHDZ BiHSDPDFSBBNSPDANEShNiPSonst.2018Anmerkungen:h Vergleichswert 2018: A-SDA | Parlamentswahlen (RS)Endergebnis %50403020100 41,1 (+2,0)18,1 (−6,2)11,8 (−0,8)3,5 (−6,8)3,7 (−1,0)4,9 (+0,4)5,3 (n. k.)4,9 (n. k.)3,9 (n. k.)1,9 (−1,2) SNSDSDSPDPDNSSPSDAZPiRDEMOSUSSonst.2018 |

| Partei                 | Partei                                                       | FBiH      | FBiH  | FBiH  | RS        | RS    | RS    | Gesamt    | Gesamt | Gesamt | Gesamt | Gesamt |
| Partei                 | Partei                                                       | Stimmen   | %     | Sitze | Stimmen   | %     | Sitze | Stimmen   | %      | +/-    | Sitze  | +/-    |
| ---------------------- | ------------------------------------------------------------ | --------- | ----- | ----- | --------- | ----- | ----- | --------- | ------ | ------ | ------ | ------ |
|                        | Stranka demokratske akcije (SDA)                             | 243.413   | 25,17 | 8     | 30.132    | 4,85  | 1     | 273.545   | 17,23  | +0,22  | 9      | ±0     |
|                        | Savez nezavisnih socijaldemokrata (SNSD)                     | 4.006     | 0,41  | 0     | 255.515   | 41,15 | 6     | 259.521   | 16,34  | +0,31  | 6      | ±0     |
|                        | Hrvatska demokratska zajednica Bosne i Hercegovine (HDZ BiH) | 137.340   | 14,20 | 4     | 1.678     | 0,27  | 0     | 139.018   | 8,75   | −0,30  | 4      | −1     |
|                        | Socijaldemokratska partija Bosne i Hercegovine (SDP)         | 129.499   | 13,39 | 5     | —         | —     | —     | 129.499   | 8,16   | −0,92  | 5      | ±0     |
|                        | Srpska Demokratska Stranka (SDS)                             | —         | —     | —     | 112.250   | 18,08 | 2     | 112.250   | 7,07   | −2,73  | 2      | −1     |
|                        | Demokratska fronta BH (DF)                                   | 101.713   | 10,52 | 3     | —         | —     | —     | 101.713   | 6,41   | +0,60  | 3      | ±0     |
|                        | Narod i Pravda (NiP)                                         | 79.555    | 8,23  | 3     | —         | —     | —     | 79.555    | 5,01   | +3,60  | 3      | +3     |
|                        | Partija demokratskog progresa (PDP)                          | 466       | 0,05  | 0     | 73.023    | 11,76 | 2     | 73.489    | 4,63   | −0,43  | 2      | ±0     |
|                        | Naša stranka (NS)                                            | 49.481    | 5,12  | 2     | —         | —     | —     | 49.481    | 3,12   | +0,20  | 2      | ±0     |
|                        | Narodni evropski savez Bosne i Hercegovine (NES)             | 47.157    | 4,88  | 2     | —         | —     | —     | 47.157    | 2,97   | +1,13  | 2      | +1     |
|                        | Za pravdu i red (ZPiR)                                       | —         | —     | —     | 32.982    | 5,31  | 1     | 32.982    | 2,08   | +2,08  | 1      | +1     |
|                        | Demokratski savez (DEMOS)                                    | —         | —     | —     | 30.591    | 4,93  | 1     | 30.591    | 1,93   | +1,93  | 1      | +1     |
|                        | Nezavisni Blok (NB)                                          | 19.823    | 2,05  | 0     | 5.184     | 0,83  | 0     | 25.007    | 1,57   | −0,94  | 0      | −1     |
|                        | Savez za bolju budućnost Bosne i Hercegovine (SBB)           | 23.101    | 2,39  | 0     | 1.685     | 0,27  | 0     | 24.786    | 1,56   | −2,60  | 0      | −2     |
|                        | Ujedinjena Srpska (US)                                       | 374       | 0,04  | 0     | 24.313    | 3,92  | 1     | 24.687    | 1,56   | +1,56  | 1      | +1     |
|                        | Socijalistička Partija (SP)                                  | —         | —     | —     | 23.018    | 3,71  | 0     | 23.018    | 1,45   | −0,44  | 0      | −1     |
|                        | Demokratski narodni savez (DNS)                              | 188       | 0,02  | 0     | 21.644    | 3,49  | 0     | 21.832    | 1,37   | −2,81  | 0      | −1     |
|                        | Bosanskohercegovačka Inicijativa (BHI)                       | 18.697    | 1,93  | 1     | 1.562     | 0,25  | 0     | 20.259    | 1,28   | +1,28  | 1      | +1     |
|                        | Pokret demokratske akcije (PDA)                              | 14.889    | 1,54  | 0     | —         | —     | —     | 14.889    | 0,94   | −0,90  | 0      | −1     |
| Sonstige               | Sonstige                                                     | 97.321    | 10,06 | 0     | 7.399     | 1,18  | 0     | 104.720   | 6,59   | −0,84  | 0      | ±0     |
| Gültige Stimmen/Gesamt | Gültige Stimmen/Gesamt                                       | 967.023   | 91,56 | 28    | 620.976   | 91,71 | 14    | 1.587.999 | 91,62  | +0,25  | 42     | ±0     |
| Ungültige Stimmen      | Ungültige Stimmen                                            | 89.142    | 8,44  | –     | 56.119    | 8,29  | –     | 145.261   | 8,38   | −0,25  | –      | –      |
| Wähler/Wahlbeteiligung | Wähler/Wahlbeteiligung                                       | 1.056.165 | 50,07 | –     | 677.095   | 53,77 | –     | 1.733.260 | 51,45  | –2,58  | –      | –      |
| Wahlberechtigte        | Wahlberechtigte                                              | 2.109.344 | –     | –     | 1.259.322 | –     | –     | 3.368.666 | –      | –      | –      | –      |

Anmerkungen:
1. ↑  
Vergleichswert 2018: Stranka demokratske aktivnosti (A-SDA)

## Wahlen in der Republika Srpska

### Präsidentschaftswahlen

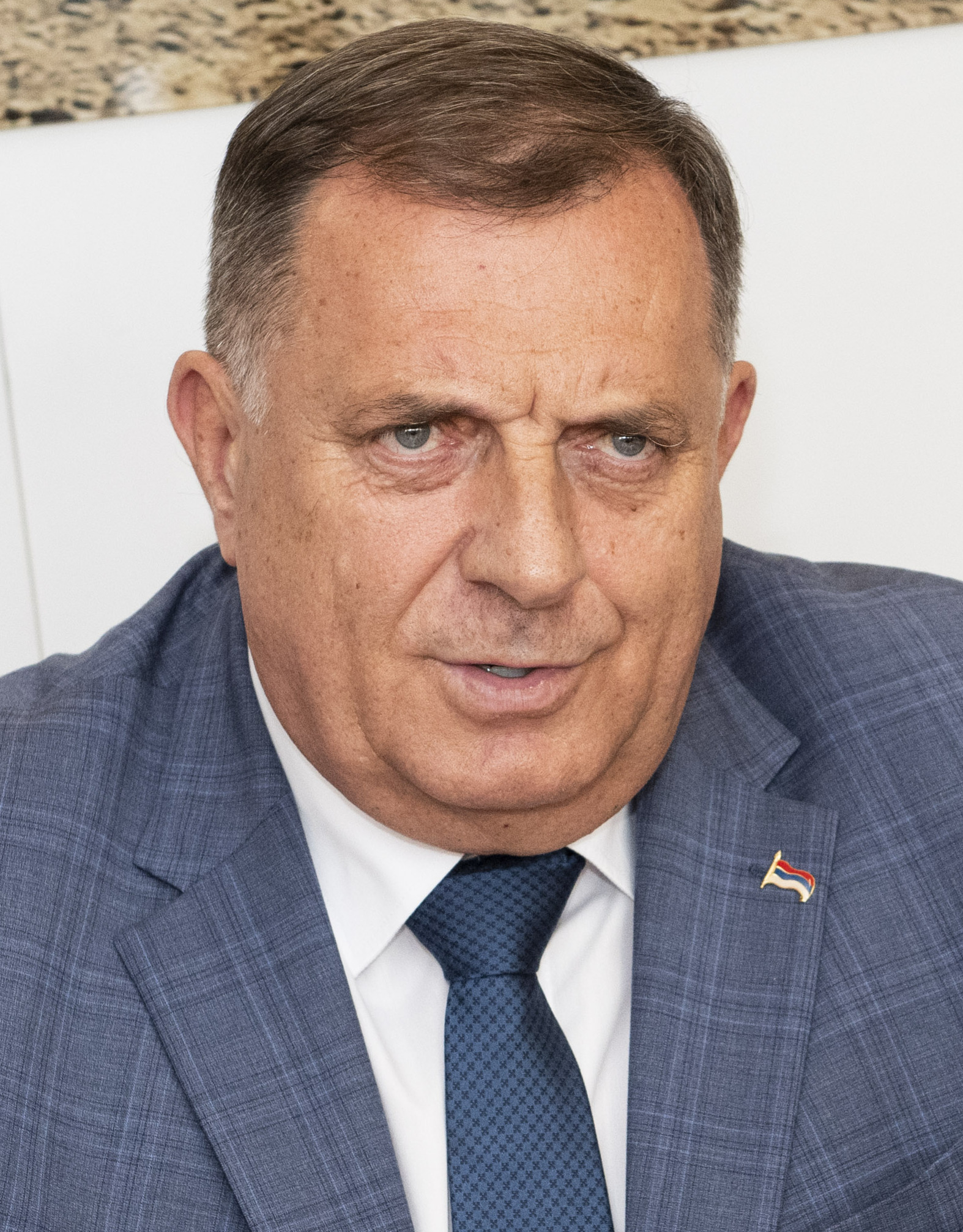
Milorad Dodik, SNSD (populistisch, serbisch-separatistisch)
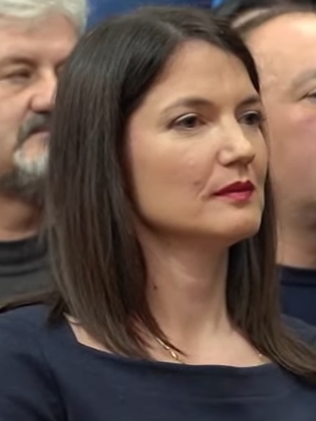
Jelena Trivić, PDP (liberal-konservativ, moderat serbisch-nationalistisch)

Željka Cvijanović (SNSD), die das Amt seit 2018 ausübte, verzichtete auf eine erneute Kandidatur. An ihrer Stelle kandidierte Milorad Dodik, der bereits von 1998 bis 2001 und 2006 bis 2010 als Premierminister der RS sowie von 2010 bis 2018 als deren Präsident amtierte und danach Mitglied des Staatspräsidiums war, für den SNSD. Als aussichtsreichste Gegenkandidatin Dodiks galt Jelena Trivić (PDP), die auch von der SDS unterstützt wurde. Es waren 29 weitere Kandidaten für die Wahl zur Präsidentschaft und Vizepräsidentschaft der RS registriert.
| Kandidat               | Kandidat               | Partei                                                       | Stimmen   | %     |
| ---------------------- | ---------------------- | ------------------------------------------------------------ | --------- | ----- |
|                        | Milorad Dodik          | Savez nezavisnih socijaldemokrata (SNSD)                     | 300.180   | 47,06 |
|                        | Jelena Trivić          | Partija demokratskog progresa (PDP)                          | 273.245   | 42,84 |
|                        | Ćamil Duraković        | Unabhängig                                                   | 13.760    | 2,16  |
|                        | Davor Pranjić          | Hrvatska demokratska zajednica Bosne i Hercegovine (HDZ BiH) | 1.966     | 0,31  |
| Andere                 | Andere                 | Andere                                                       | 48.672    | 7,63  |
| Gültige Stimmen        | Gültige Stimmen        | Gültige Stimmen                                              | 637.823   | 94,25 |
| Ungültige Stimmen      | Ungültige Stimmen      | Ungültige Stimmen                                            | 38.939    | 5,75  |
| Wähler/Wahlbeteiligung | Wähler/Wahlbeteiligung | Wähler/Wahlbeteiligung                                       | 676.762   | 53,74 |
| Wahlberechtigte        | Wahlberechtigte        | Wahlberechtigte                                              | 1.259.322 | –     |

Anmerkungen:
1. 1 2  
Als stimmenstärkster Kandidat seiner Volksgruppe zum Vizepräsidenten gewählt.

#### Vorwürfe der Wahlfälschung
Noch am Wahlabend erklärte sich Trivić zur Siegerin, ohne dass offizielle Ergebnisse von Seiten der Nationalen Wahlkommission veröffentlicht wurden. Sie berief sich auf parteiinterne Auszählungsdaten, die sie in Führung sähen. Vom SNSD veröffentlichte Zahlen sahen hingegen Dodik mit einem deutlichen Vorsprung. Nachdem die Wahlkommission gegen Mitternacht erste offizielle Auszählungsdaten bekanntgab, gemäß denen Dodik vorne lag, erklärte sich dieser zum Sieger.
Vertreter von PDP und SDS forderten anschließend eine Annullierung der Wahlen, da es zu gravierenden Verstößen in verschiedenen Städten gekommen sei. So liegt Dodik in Doboj gemäß aktueller Auszählung mit deutlichem Vorsprung vor Trivić, obgleich 2018 mehr als 50 Prozent der Stimmen in Doboj auf die SDS entfielen. Bereits bei den Kommunalwahlen 2020 musste die SDS in Doboj massive Verluste hinnehmen, nachdem der lokale Parteiverband geschlossen zum SNSD übergetreten war. Am 6. Oktober demonstrierten in Banja Luka über zehntausend Menschen gegen die mutmaßlichen Wahlfälschungen. Vertreter der Opposition äußerten dort, Trivić sei die legitime Präsidentin der RS. Sie selbst erklärte, sie werde Dodiks Wahlsieg niemals anerkennen.
Die Zentrale Wahlkommission ordnete am 10. Oktober eine vollständige Neuauszählung aller Stimmen für die Präsidentschaftswahl in der RS an. Am 27. Oktober war diese abgeschlossen, dem amtlichen Endergebnis zufolge besiegte Dodik seine Gegenkandidatin mit einem Vorsprung von knapp 27.000 Stimmen.
Drei Oppositionsparteien sowie die Präsidentschaftskandidatin Jelena Trivić beschuldigten mehr als 180 Personen, darunter Milorad Dodik, bei den Wahlen Betrug begangen zu haben. Am 18. Oktober stellten sie diesbezüglich Strafanzeigen bei der gesamtstaatlichen Staatsanwaltschaft von Bosnien und Herzegowina.

### Wahlen zur Nationalversammlung
- PzD: 5
- PDP: 8
- SDS: 13
- DNS: 4
- ZPiR: 4
- NPS–PSDS: 3
- SP: 5
- SPS: 3
- US: 4
- DEMOS: 5
- SNSD: 29

| Partei                 | Partei                                     | Stimmen   | %     | +/-   | Sitze | +/- |
| ---------------------- | ------------------------------------------ | --------- | ----- | ----- | ----- | --- |
|                        | Savez nezavisnih socijaldemokrata (SNSD)   | 221.554   | 34,63 | +2,76 | 29    | +1  |
|                        | Srpska Demokratska Stranka (SDS)           | 95.648    | 14,95 | −3,09 | 13    | −3  |
|                        | Partija demokratskog progresa (PDP)        | 65.872    | 10,30 | +0,08 | 8     | −1  |
|                        | Socijalistička Partija (SP)                | 37.919    | 5,93  | −6,38 | 5     | −6  |
|                        | Pokret za državu                           | 36.651    | 5,73  | +1,41 | 5     | +1  |
|                        | Demokratski savez (DEMOS)                  | 34.898    | 5,46  | +5,46 | 5     | +5  |
|                        | Ujedinjena Srpska (US)                     | 32.700    | 5,11  | +2,02 | 4     | +1  |
|                        | Za pravdu i red (ZPiR)                     | 31.558    | 4,93  | +4,93 | 4     | +4  |
|                        | Demokratski narodni savez (DNS)            | 28.502    | 4,46  | −9,98 | 4     | −8  |
|                        | Narodna Partija Srpske–Prva SDS (NPS–PSDS) | 20.905    | 3,27  | +2,35 | 3     | +3  |
|                        | Socijalistička Partija Srpske (SPS)        | 19.894    | 3,11  | +3,11 | 3     | +3  |
| Sonstige               | Sonstige                                   | 13.592    | 2,12  | −2,67 | 0     | ±0  |
| Gültige Stimmen/Gesamt | Gültige Stimmen/Gesamt                     | 639.693   | 94,48 | +0,40 | 83    | ±0  |
| Ungültige Stimmen      | Ungültige Stimmen                          | 37.343    | 5,52  | −0,40 | –     | –   |
| Wähler/Wahlbeteiligung | Wähler/Wahlbeteiligung                     | 677.036   | 53,76 | −3,95 | –     | –   |
| Wahlberechtigte        | Wahlberechtigte                            | 1.259.322 | –     | –     | –     | –   |

## Wahlen in der Föderation Bosnien und Herzegowina

### Wahlen zum Abgeordnetenhaus
- SDP: 15
- DF: 12
- NS: 6
- NiP: 7
- NES: 5
- SBiH: 4
- Sonst.: 5
- SDA: 26
- HDZ 1990: 3
- HDZ BiH: 15

Bei den Wahlen zum Abgeordnetenhaus der FBiH blieb die SDA mit leichten Verlusten stärkste Partei. Auch SDP und HDZ BiH verloren leicht im Vergleich zu 2018. Die NiP konnte deutlich zulegen und wurde fünftstärkste Kraft. Die SBB hingegen, die 2014 noch zweitstärkste Partei im Entitätsparlament wurde, fiel unter die Drei-Prozent-Hürde. Leicht zulegen konnten die DF und die NES, wobei letztere aus einer Abspaltung der SDA (A-SDA) hervorging und vom Einbruch der PDA, die sich ebenfalls von der SDA abgespalten hatte, profitieren konnte. Nach vier Jahren Abstinenz schaffte die Stranka za Bosnu i Hercegovinu (SBiH) erneut den Sprung über die Drei-Prozent-Hürde.
| Partei                 | Partei                                                       | Stimmen   | %     | +/-   | Sitze | +/- |
| ---------------------- | ------------------------------------------------------------ | --------- | ----- | ----- | ----- | --- |
|                        | Stranka demokratske akcije (SDA)                             | 238.111   | 24,40 | −0,85 | 26    | −1  |
|                        | Socijaldemokratska partija Bosne i Hercegovine (SDP)         | 131,323   | 13,46 | −1,07 | 15    | −1  |
|                        | Hrvatska demokratska zajednica Bosne i Hercegovine (HDZ BiH) | 130.567   | 13,38 | −0,97 | 15    | −1  |
|                        | Demokratska fronta BH (DF)                                   | 107.735   | 11,04 | +1,68 | 12    | +2  |
|                        | Narod i Pravda (NiP)                                         | 67.200    | 6,79  | +4,57 | 7     | +5  |
|                        | Naša stranka (NS)                                            | 50.815    | 5,21  | +0,12 | 6     | ±0  |
|                        | Narodni evropski savez Bosne i Hercegovine (NES)             | 42.322    | 4,34  | +1,60 | 5     | +3  |
|                        | Stranka za Bosnu i Hercegovinu (SBiH)                        | 36.465    | 3,74  | +1,44 | 4     | +4  |
|                        | Savez za bolju budućnost Bosne i Hercegovine (SBB)           | 27.597    | 2,83  | −4,22 | 0     | −8  |
|                        | Hrvatska Demokratska Zajednica 1990 (HDZ 1990)               | 26.518    | 2,72  | +0,16 | 3     | +1  |
|                        | Pokret demokratske akcije (PDA)                              | 18.312    | 1,88  | −1,89 | 1     | −3  |
|                        | Bosanskohercegovačka inicijativa (BHI)                       | 18.150    | 1,86  | +1,86 | 1     | +1  |
|                        | Nezavisni blok−Platforma za progres (KD)                     | 15.090    | 1,55  | −1,94 | 0     | −4  |
|                        | Hrvatska republikanska stranka (HRS)                         | 13.050    | 1,34  | +0,67 | 1     | +1  |
|                        | Hrvatski nacionalni pomak (HNP)                              | 5.351     | 0,55  | +0,55 | 1     | +1  |
|                        | Pokret za modernu i aktivnu krajinu (POMAK)                  | 4.465     | 0,46  | +0,46 | 1     | +1  |
| Sonstige               | Sonstige                                                     | 42.875    | 4,39  | −2,17 | 0     | −1  |
| Gültige Stimmen/Gesamt | Gültige Stimmen/Gesamt                                       | 975.946   | 92,42 | +0,14 | 98    | ±0  |
| Ungültige Stimmen      | Ungültige Stimmen                                            | 80.066    | 7,58  | −0,14 | –     | –   |
| Wähler/Wahlbeteiligung | Wähler/Wahlbeteiligung                                       | 1.056.012 | 50,06 | −1,77 | –     | –   |
| Wahlberechtigte        | Wahlberechtigte                                              | 2.109.344 | –     | –     | –     | –   |

### Kantonalwahlen
| Kanton                     | SDA  | SDA  | SDP  | SDP  | HDZ BiH | HDZ BiH | DF   | DF   | SBB  | SBB  | HDZ 1990 | HDZ 1990 | NS   | NS   | NiP  | NiP  | Sonst. | Sonst. |
| Kanton                     | 2018 | 2022 | 2018 | 2022 | 2018    | 2022    | 2018 | 2022 | 2018 | 2022 | 2018     | 2022     | 2018 | 2022 | 2018 | 2022 | 2018   | 2022   |
| -------------------------- | ---- | ---- | ---- | ---- | ------- | ------- | ---- | ---- | ---- | ---- | -------- | -------- | ---- | ---- | ---- | ---- | ------ | ------ |
| Kanton Una-Sana            | 9    | 8    | 4    | 3    | –       | –       | 2    | 3    | 2    | 0    | –        | –        | 1    | 1    | 0    | 2    | 11     | 13     |
| Kanton Posavina            | 2    | 3    | 1    | 1    | 11      | 12      | 0    | –    | 1    | 0    | 3        | 2        | –    | –    | –    | –    | 3      | 3      |
| Kanton Tuzla               | 9    | 13   | 10   | 8    | 0       | –       | 3    | 4    | 2    | 0    | –        | –        | 2    | 1    | –    | 2    | 9      | 7      |
| Kanton Zenica-Doboj        | 11   | 11   | 6    | 5    | 3       | 3       | 3    | 3    | 3    | 2    | 0        | –        | 1    | 1    | 0    | 3    | 8      | 7      |
| Kanton Bosnisches Podrinje | 5    | 5    | 2    | 2    | –       | –       | 2    | 1    | 2    | 1    | –        | –        | 1    | 0    | 0    | 3    | 13     | 13     |
| Kanton Zentralbosnien      | 10   | 11   | 5    | 4    | 9       | 9       | 2    | 2    | 2    | 0    | 1        | 2        | –    | 0    | –    | 2    | 1      | 0      |
| Kanton Herzegowina-Neretva | 8    | 7    | 3    | 3    | 13      | 11      | 1    | 2    | 2    | 0    | 2        | 3        | 0    | 0    | –    | 1    | 1      | 4      |
| Kanton West-Herzegowina    | –    | –    | –    | 0    | 16      | 14      | –    | –    | –    | –    | 3        | 4        | –    | –    | –    | –    | 4      | 5      |
| Kanton Sarajevo            | 10   | 7    | 4    | 6    | 0       | 0       | 3    | 4    | 4    | 0    | –        | –        | 5    | 5    | 6    | 7    | 3      | 5      |
| Kanton 10                  | 2    | 2    | 1    | 2    | 8       | 5       | 0    | –    | –    | –    | 4        | 4        | –    | –    | –    | –    | 10     | 12     |
| Gesamt                     | 66   | 67   | 36   | 34   | 60      | 54      | 16   | 19   | 18   | 3    | 13       | 15       | 10   | 8    | 6    | 20   | 63     | 69     |

## Wahlkampf
Als größte Probleme Bosnien und Herzegowinas gelten neben ethnischen Spannungen die hohe Arbeitslosigkeit, ein zunehmender Brain Drain der jungen Generation, Korruption und Umweltverschmutzung. Der Wahlkampf war stark polarisiert und durch persönliche Anfeindungen geprägt. So warf Jelena Trivić ihrem Gegenkandidaten Milorad Dodik vor, er sei ein „ausländischer Agent“ und vertrete die Interessen des kroatischen Präsidenten Zoran Milanović anstelle jener der Serben. Dodik wiederum behauptete, Serben und Bosniaken könnten niemals in einem Staat zusammenleben.
Sowohl der russische Präsident Wladimir Putin als auch der ungarische Ministerpräsident Viktor Orbán gaben im Verlauf des Wahlkampfs ihre Unterstützung für Dodik bekannt. Der kroatische Premierminister Andrej Plenković, der auch der kroatischen Schwesterpartei der HDZ BiH – HDZ – vorsteht, unterstützte offen die Kandidatur Borjana Krištos, was vom kroatischen Präsidenten Milanović kritisiert wurde. Kurz vor der Wahl besuchte der türkische Präsident Recep Tayyip Erdoğan die bosnische Hauptstadt Sarajevo, was von Beobachtern als Unterstützung für die SDA gewertet wurde – Erdoğan gilt als enger Vertrauter von deren Vorsitzenden Bakir Izetbegović.

## Regierungsbildung
Auf nationaler Ebene wurde eine Koalition aus HDZ BiH, SNSD, der SDP-geführten Allianz und DNS mit Unterstützung von DEMOS, US und BHI ausgehandelt. Der Koalitionsvertrag wurde von den Parteivertretern am 15. Dezember 2022 unterschrieben, womit SDA, DF, SDS, PDP und ZPiR im neuen Parlament als Opposition fungieren. Das Abgeordnetenhaus wählte die unterlegene Präsidentschaftskandidatin Borjana Krišto (HDZ BiH) am 28. Dezember 2022 als Nachfolgerin von Zoran Tegeltija (SNSD) zur neuen Regierungschefin. Am 25. Januar 2023 bestätigte das Abgeordnetenhaus das Kabinett Krišto mit 23 zu 19 Stimmen.